# Rehab Doll
Rehab Doll è un album studio del gruppo musicale grunge Green River pubblicato nel 1988.

## Tracce
1. Forever Means
2. Rehab Doll
3. Swallow My Pride
4. Together We'll Never
5. Smiling and Dyin'
6. Porkfist
7. Take a Dive
8. One More Stitch